# Alfons de Mena
Alfons de Mena (ur. 3 lutego 1568 w Logroño, zm. 10 września 1622 w Nagasaki) – hiszpański ksiądz i dominikanin (OP), bratanek jezuity bł. Piotra Pawła Navarro (zm. 1622), ewangelizator i misjonarz na Dalekim Wschodzie, męczennik, błogosławiony Kościoła katolickiego.
W 1594 złożył śluby zakonne u dominikanów w Salamance. W 1598, z grupą młodych zakonników na czele z Franciszkiem Moralesem (zm. 1622), przybył do Manili, gdzie przebywał do 1602 roku. Następnie udał się z misją na Filipiny, a stamtąd do Japonii. Tu założył Bractwo Różańcowe i umacniał wiarę chrześcijańską pomimo zaciekłych prześladowań chrześcijan.
Za swą działalność w 1619 został aresztowany i osadzony w więzieniu Ōmura (Nagasaki). Został spalony żywcem na wzgórzu Nishizaka (Nagasaki), zwanym Wzgórzem Męczenników, wraz z wieloma innymi chrześcijanami, których również spalono lub ścięto.
Alfons z Meny został beatyfikowany w grupie 205 męczenników japońskich przez Piusa IX w dniu 7 lipca 1867 (dokument datowany jest 7 maja 1867).
Jego wspomnienie liturgiczne w Kościele katolickim obchodzone jest 1 czerwca w dzień śmierci Alfonsa Navarrete lub razem ze współbraćmi, 10 września. Niegdyś u dominikanów dniem wspomnienia był dzień 6 listopada razem ze 107 towarzyszami ze Wschodu (ang. Martyrs of the Far East), dominikańskimi tercjarzami i osobami bliżej nieznanymi, nazywanymi "Braćmi Różańcowymi".